# Mamadou Diallo
Mamadou Diallo (* 28. srpna 1971) je bývalý senegalský fotbalový útočník. Fotbalový světoběžník, působil na klubové úrovni v Senegalu, Maroku, Švýcarsku, Turecku, Norsku, Německu, USA, Saúdské Arábii, Švédsku, Malajsii, Jihoafrické republice a Mali.

## Klubová kariéra
Diallo začínal v senegalských klubech Sotra FC a ASC Port Autonome. V roce 1993 přestoupil do marockého Kawkab Marrakech, sezonu 1995/96 odehrál na hostování ve švýcarském St. Gallenu. V sezoně 1996/97 působil v tureckém Zeytinburnusporu, kde byl součástí nejhoršího týmu historie Süper Lig, tým totiž ve 34 zápasech zaznamenal pouze 2 výhry a 5 remíz a skončili na posledním místě ligové tabulky; Diallo byl jedním z nejlepších hráčů tohoto týmu, z 26 gólů týmu jich vstřelil 14. Po sezoně přestoupil do norského Lillestrøm SK, rok 1999 odehrál na krátkých hostováních v německém MSV Duisburg a v norské Vålerenze. V roce 2000 podepsal smlouvu s Major League Soccer, kde byl přidělen k týmu Tampa Bay Mutiny. Ve své první sezoně v MLS vstřelil, i díky skvělému výkonu v záloze Carlose Valderramy, 26 gólů, což byl po Royi Lassiterovi druhý nejlepší výkon historie. Přesto je ale spíše pamatován kvůli incidentu ze 16. srpna 2000, kdy v utkání proti MetroStars šlápl na brankáře Mikea Ammanna, zlomil mu tím žebra a propíchl plíci a de facto mu tím ukončil kariéru (Ammann po operaci ještě chvíli pokračoval, ale stále ho sužovaly potíže). Přestože rozhodčí incident vyhodnotil jako neúmyslný (Diallo neobdržel ani kartu, ani žádnou pokutu) a někteří, včetně Ammanna, považovali Diallův čin za úmyslný. Ammannův spoluhráč Mike Petke čin označil za „Zločin století“. V průběhu sezony 2001 byl z Tampy vyměněn Valderrama a Diallovy výkony prudce klesly, zaznamenal pouze 9 gólů. Po sezoně byla Tampa zrušena a přes draft ho vybral tým New England Revolution. V Revs se ale neuchytil a již 24. května 2002 byl součástí výměny s MetroStars. Ve svém druhém zápase nadělil Los Angeles Galaxy 4 góly, poté ale už tolik zásahů nepřidal a 7. října byl prodán do saúdskoarabského Al Ahli. Jenomže v Al Ahli se příliš neohřál, už v listopadu byl pro nepřesvědčivé výkony propuštěn. Ani jeho další štace neměly dlouhého trvání, odehrál po roce ve švédském Göteborgu, malajsijském Pahangu, jihoafrickém Jomo Cosmos FC a v malijském Djoliba AC a poté ukončil kariéru.

## Reprezentační kariéru
Diallo za reprezentaci Senegalu odehrál 46 utkání, vstřelil 21 gólů. Reprezentoval na Africkém poháru národů 1994. V roce 2007 se zúčastnil Mistrovství světa v plážovém fotbale.